# Aníbal do Paço Quesado
Aníbal do Paço Quesado (* 22. September 1931 in Perre, Viana do Castelo, Portugal; † 6. August 2011 in Mainz) war ein portugiesischer Archäologe.

## Leben
Aníbal do Paço Quesado studierte in Rom Archäologie und Katholische Theologie. Als Grabungsassistent und Grabungsleiter war er fünf Jahre für das Rheinische Landesmuseum Bonn tätig. 1965 wechselte er an das Landesmuseum Mainz und beschäftigte sich seither insbesondere mit dem römischen und dem mittelalterlichen Mainz. Er übernahm die Grabung auf dem Brandplatz, bei der eine römische Uferanlage, Reste von hochmittelalterlichen Speicherbauten und die Fundamente des gotischen Kaufhauses „Am Brand“ freigelegt wurden. Es folgten zahlreiche weitere archäologische Untersuchungen im Mainzer Stadtgebiet – darunter die Baureste der Kirche St. Gangolf neben dem heutigen Landtag sowie die Ausgrabungen in St. Emmeran. Hier konnte er drei Vorgängerbauten des heutigen Kirchenbaus nachweisen. Aufschlussreich für die Forschung waren auch seine Grabungen auf dem Mainzer Liebfrauenplatz 1973 und 1974. Dabei traten die Fundamente der Vorgängerkirche des Mainzer Doms und der 1069 von Erzbischof Siegfried I. auf deren Fundamenten neu errichteten romanischen Stiftskirche „Unserer Lieben Frau“ zutage. Seit 1975 war Aníbal do Paço Quesado weitgehend im Innendienst des Landesmuseums Mainz tätig. Er plante mit seinen Kollegen die Neueinrichtung der 1981 wieder eröffneten Steinhalle mit ihren beeindruckenden Architekturen und Skulpturen. Darüber hinaus sind ihm die Ordnung des Steinmagazins und die Neuinventarisation der alten römischen Fundbestände des Landesmuseums Mainz zu verdanken.

## Veröffentlichungen (Auswahl)
- mit Karl Heinz Esser: Die Ausgrabungen auf dem Liebfrauenplatz in Mainz. In: Mainzer Zeitschrift 70, 1975.
- Archäologische Beobachtungen am Hospital zum Heiligen Geist und an der Mittelalterlichen Stadtmauer von Mainz. In: Mainzer Zeitschrift 71/72, 1976/77.
- mit Wolfgang Selzer / Karl-Viktor Decker: Schätze der Vorzeit aus dem Depot des Landesmuseums Mainz. Katalog zur Ausstellung 16. August – 20. September 1987. Mainz 1987.
- mit Wolfgang Selzer / Karl-Viktor Decker: Römische Steindenkmäler. Mainz in römischer Zeit. Philipp von Zabern, Mainz 1988, ISBN 3-8053-0993-7.